# Oenochroma hypotaeniaria
Oenochroma hypotaeniaria är en fjärilsart som beskrevs av Achille Guenée 1864. Oenochroma hypotaeniaria ingår i släktet Oenochroma och familjen mätare. Inga underarter finns listade i Catalogue of Life.